# Castello Carafa (Cirò)
Das Castello Carafa ist eine Burgruine aus dem 10. Jahrhundert in Cirò in der italienischen Region Kalabrien. Die Burg mit trapezförmigem Grundriss mit zwei Ecktürmen und einer fünfeckigen, zinnenbewehrten Bastion wurde in mehreren Phasen erbaut und im Laufe der Jahrhunderte mehrfach verändert. Die Bodenbeläge in ihrem Inneren sind reich an astronomischen Symbolen geometrischen Charakters, die sich auf die Kalenderreform beziehen, die von Aloisius Lilius geprägt und von Papst Gregor XIII. mit der 1582 in Mondragone unterzeichneten Bulle eingeführt wurde.

## Geschichte
Man nimmt an, dass die Burg um das 10. Jahrhundert herum erbaut wurde. Man erkennt architektonische Elemente, die typisch für die Bevölkerung sind, die das Territorium von Kalabrien ab diesem Jahrhundert beherrschte, bezeugt durch sarazenische und byzantinische Einflüsse (9. und 10. Jahrhundert) und solche der Normannen, der Staufer und des Hauses Anjou.
1496 gaben die Vasallen des Hauses Anjou, die Familie Ruffo, das Anwesen an die Carafas, Vasallen des Hauses Aragón, ab. Diese leiteten Arbeiten zum Umbau des Gebäudes in eine Verteidigungsfestung ein, etwa den Bau einer fünfeckigen Bastion, um sich im Territorium von Cirò festzusetzen.
1545 fielen die Nachfahren von Andrea Carafa in Ungnade und die Burg wurde an Antonio de Abenante, Baron von Calopezzati, verkauft. Dieser wurde wegen Ketzerei angeklagt, seine Güter wurden eingezogen und gehörte einige Jahre lang zum Staatsbesitz. 1571 wurde sie an Isabella Caracciolo, Herzogin von Castrovillari, verkauft, um später in mütterlicher Linie an den Sohn Giovanni Vincenzo Spinelli vererbt zu werden. 1735 weilte auf der Burg der König Karl III. von Spanien auf seiner Reise nach Palermo, wo er die Krone des Königs von Sizilien empfing.
Die Spinellis blieben bis 1842 Eigentümer der Burg, dann wurde die letzte Erbin, Mariantonia, enteignet und das Anwesen öffentlich versteigert. Die Familie Giglio erwarb es und ließ die Burg in einen Palast umbauen, den sie bis in die 1950er-Jahre bewohnte. Nach einer Periode der öffentlichen Zugänglichkeit wurde die Burg geschlossen und bis 1980 nicht mehr genutzt. Heute gehört sie der Gemeinde Cirò und ist nur nach Vorankündigung zu besichtigen.

## Beschreibung
Die Burg hat eine trapezförmige Form mit vier Seiten, die von Türmen überragt werden, und ist in drei Teile geteilt, ein unterirdische und zwei oberirdische, das Lagergeschoss und das Obergeschoss. Es gibt zwei runde Ecktürme, deren Basis angeschrägt ist, und eine fünfeckige Bastion, die mit Zinnen versehen ist. Der fünfeckige Turm ist auf einem kurvigen Stumpf aufgebaut, möglicherweise ein Hinweis auf die Existenz eines früheren Turms. Die Höhendifferenz zwischen dem unterirdischen Zisternengeschoss und den Zinnen beträgt 18 Meter. Am Eingang gibt es einen Empfangssaal mit Tonnengewölbedecke, durch den man in den Hof eintritt, um den sich die einzelnen Baukörper gruppieren, zwei große Wohnbereiche und Räume für die Dienerschaft.
Die Pflasterung des Innenhofes, die vollständig aus vor Ort gebrochenem Stein besteht, unterscheidet sich von der des Empfangssaals und der der Zufahrtsstraße zur Burg. Sie zeigt zahlreiche geometrische Motive und ihre Neigung ermöglicht die Filterung des in die Burg fließenden Wassers. Um den Innenhof herum liegt das Lager- und Stallgeschoss, darunter die Keller. Der Raum unter dem Innenhof ist etwa 9 Meter tief und zeichnet sich durch eine konstante Temperatur von ungefähr 18 °C aus.

### Pflasterung
Die Informationen über die Durchführung der Pflasterung des Innenhofes sind rar und unsicher. Man kann das vermutliche Jahr ihrer Fertigstellung, 1564, erkennen. Diese Jahreszahl ist zweimal im Mittelteil erhalten, wobei die Ziffern mit einer Reihe von Mauerziegeln bestehen, die mit dem Messer eingesetzt wurden. Die Pflasterung bedeckt eine rhombusförmige Fläche mit einer Seitenlänge von 17 Metern und einer Fläche aus drei Reihen von roten Mauerziegeln. Die Quadranten sind mit Flusskieseln aufgefüllt.

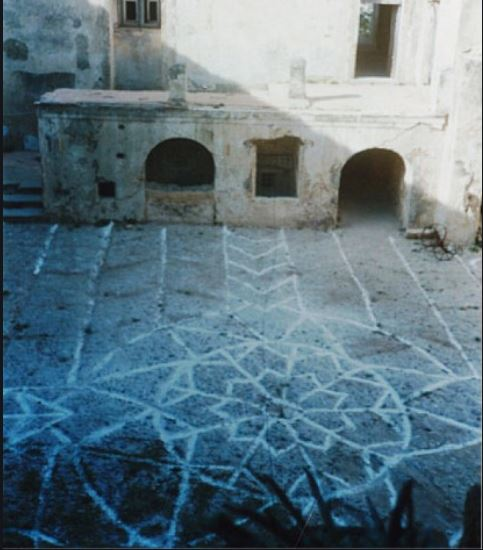
Pflasterung im Castello Carafa in Cirò

In der Mitte gibt es ein Polygon mit 18 Seiten und, radial angeordnet, „Blütenblätter“ in Form unregelmäßiger Fünfecke. Folgt man jedem „Blütenblatt“ nach außen, so findet man einen anderen Typ von „Blütenblatt“ angeschlossen, ein unregelmäßiges Sechseck, dessen Basis die Form des „Blütenblattes“ der vorhergehenden Figur trägt. Die Verbindung der Spitzen der „Blütenblätter“ bilden einen Stern mit neun Spitzen, das ‚‘Enneagramm‘‘.

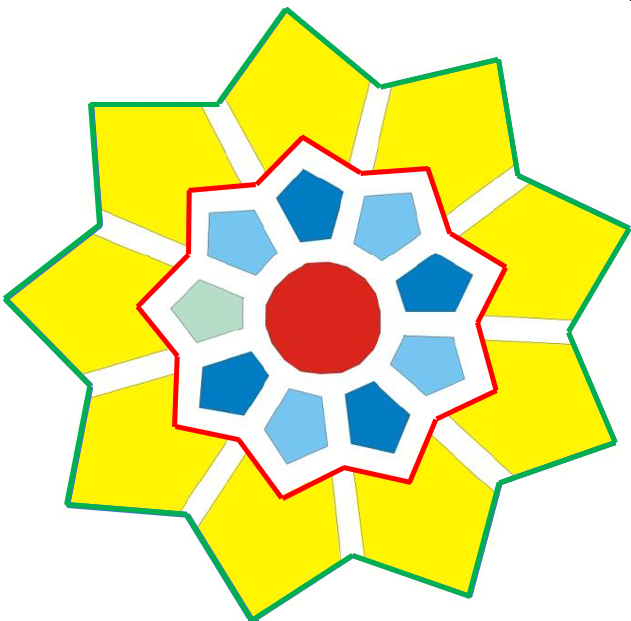
Schematische Darstellung des Mittelteils. Das erste Enneagramm ist in Grün dargestellt, das zweite in Rot.

Es gibt also zwei Sterne mit neun Spitzen, eingeschlossen in einem Kreis. Ein weiterer Kreis enthält in seinem Inneren den ersten Kreis und einige gestrichelte Linien, in deren Innerem es Zahlen gibt, die durch die Verteilung der Mauerziegel gebildet werden. Von dem Kreis zweigen Strahlen in den Haupthimmelsrichtungen ab, die ein Kreuz bilden, das sich über die gesamte Pflasterung erstreckt. Auf der vertikalen Seite des Kreuzes gibt es Mauerziegel, die als Pfeil in Nord-Süd-Richtung angeordnet sind, während auf der horizontalen Seite Tetraedersymbole in Ost-West-Ausrichtung angeordnet sind. Die Pflasterung kann entlang 13 Achsen zerlegt werden. Die fünf mittleren fallen mit dem großen Kreis zusammen und haben dasselbe, geneigte Muster, wie die gestrichelten Linien. Die anderen acht Achsen verlaufen senkrecht dazu auf der Ost- und Westseite der Pflasterung. Auf der linken Seite gibt es 19 kleine Bögen. Auf der rechten Seite sind Kreise und Rhomben angeordnet. Zwischen der Mittelachse der Pflasterung und den Leitlinien vom Zentrum zum verformten Außenteil gibt es einen Winkel von 23,5°.

## Symbolik
Die Pflasterung zeigt Sonnenbeobachtungen in ihrem Westteil, Mondbeobachtungen in ihrem Ostteil und die Bewegung der Sterne im Mittelteil. Das Vorhandensein der 19 kleinen Bögen auf der linken Seite und der 18 „Blütenblätter“ in der Mitte zusammen mit dem mittleren Polygon sind mit der Einführung der Mondepakte in Verbindung zu bringen, die die Beachtung des Meton-Zyklus repräsentieren, um den Kalender zu reformieren. Tatsächlich sind unter der Annahme, dass 19 tropische Jahre 235 Mondmonaten entsprechen, 19 Jahre notwendig, damit tropisches Jahr und Mondmonat am selben Tag beginnen.
Die konvergierenden Pfeile des Nord-Süd-Arms repräsentieren symbolisch den Lauf der Planeten um die Sonne. Die Tetraedersymbole des Ost-West-Arms können mit den Sonnenwenden und den Äquinoktien in Verbindung gebracht werden. Diese Symbole korrespondieren mit zwei Äquinoktiendiamanten, den zwei Sonnenwendendiamanten und den Symbolen für den Wendekreis des Krebses und den Wendekreis des Steinbocks. Der Winkel von 23,5° zwischen der Mittelachse und den Leitlinien vom Zentrum zum verformten Außenteil korrespondiert mit der Neigung zwischen der Achse der Umlaufebene der Erde um die Sonne und der Rotationsachse der Erde.

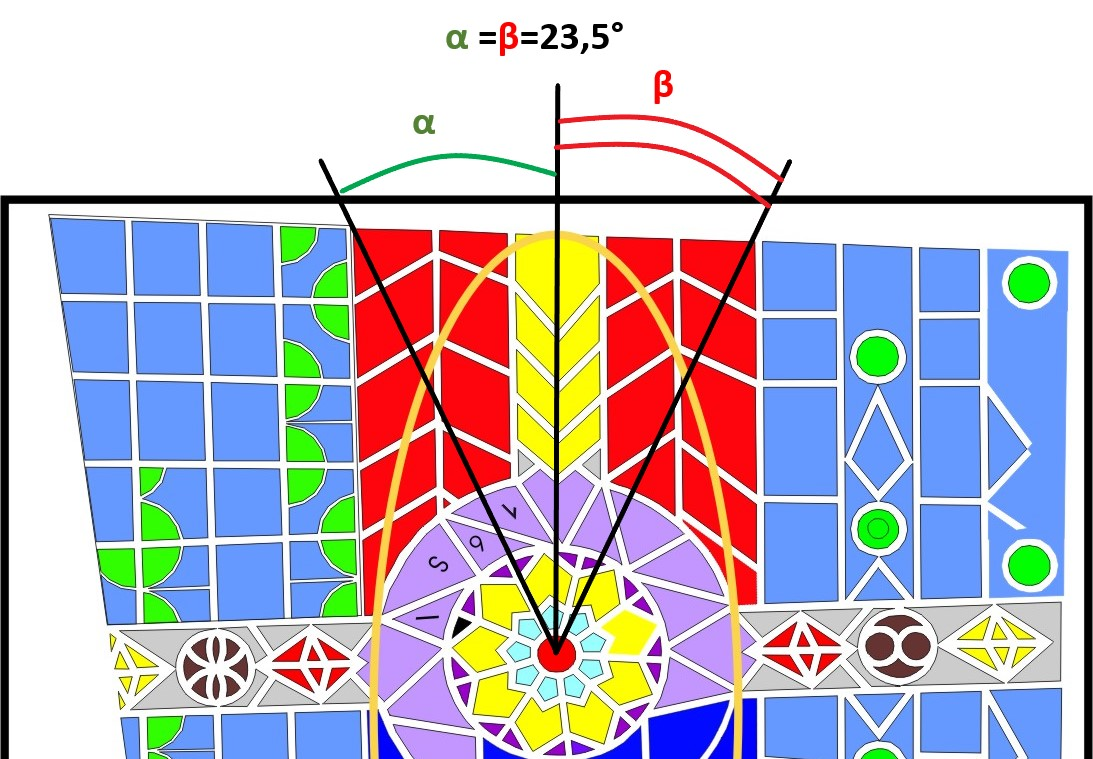
Darstellung der Symbolik der Pflasterung. Die hellgrünen Halbkreise entsprechen den Mondepakten. Im Mittelteil liegen in der Horizontalen die Tetraeder, die Sonnenwenden und Äquinoktien zeigen. Im Mittelteil sind die Zahl „1564“ und die „Blütenblätter“ zu sehen. Die Winkel zwischen der Mittelachse und den Leitlinien sind in rot und grün gezeichnet.

Der erste Kreis und die Leitlinien können die Bewegungen von Erde und Sonne zeigen. Die Sterne an neun Spitzen können die traditionelle Kalendrierung auf Neuneckbasis zeigen. Das Vorhandensein eines Neunecks ist mit wenigen Ausnahmen (z. B. in der Stadt Palmanova) selten in der italienischen Architektur und der dieser Jahrhunderte. Die Bedeutung und die Verwendung dieses Symbols wurden erst Jahrzehnte später von Georges I. Gurdjieff offengelegt; obwohl dies ein esoterisches Symbol mit Jahrhunderte alter Geschichte war, wurden sein Gebrauch in verschiedenen Bereichen und seine Bedeutung ausschließlich mündlich überliefert, insbesondere von den Sufisten.

## Verbindungen zu Aloisius Lilius
Die anerkannteste Theorie ist, dass die Pflasterung nach den astronomischen Erkenntnissen, die von Aloisius Lilius, einem Astronomen aus Kalabrien, der in Cirò geboren wurde, verbreitet wurden, angelegt wurde. Das übermittelte Entstehungsjahr, 1564, fällt in die Lebenszeit des Astronomen (1510–1576). Das Fehlen schriftlicher Dokumente lässt sich auf das Vorhandensein der Neunecke zurückführen.
Die Privilegierung mündlich überlieferten, wissenschaftlichen Wissens gegenüber schriftlichem ist nicht nur ist asiatisches Erbe: Damals wurden die Naturwissenschaften, und darunter besonders die Alchemie, verbreitet und ernst genommen, auch ohne zu viele schriftliche Dokumente darüber zu hinterlassen (Man denke nur an das diesbezügliche Interesse seitens Isaac Newton). Man kann daher ohne Weiteres davon ausgehen, dass Aloisius Lilius, der aus einer Region stammte, die durch eine besondere Harmonie von morgenländischer und abendländischer Kultur geprägt war, dieses mündliche Wissen hervorragend genutzt hat und sein Ziel erreichte, fast ohne irgendetwas Schriftliches zu hinterlassen.